# Saint-Priest-en-Jarez
Saint-Priest-en-Jarez település Franciaországban, Loire megyében. Lakosainak száma 6318 fő (2022. január 1.). Saint-Priest-en-Jarez L’Étrat, Saint-Étienne, Villars és La Tour-en-Jarez községekkel határos.

## Népesség
A település népessége az elmúlt években az alábbi módon változott:
| Lakosok száma | 3788 | 4563 | 5673 | 6022 | 6125 | 6175 | 6120 | 6106 | 6088 | 6318 |
|               | 1968 | 1982 | 1990 | 2006 | 2013 | 2015 | 2017 | 2019 | 2020 | 2022 |